# Natty Gann
Pour plus de détails, voir Fiche technique et Distribution.
Natty Gann (The Journey of Natty Gann) est un film américain réalisé par Jeremy Kagan, sorti en 1985.
Le film se déroule en 1935. Une fillette à l'allure de garçon parcourt les États-Unis en compagnie d'un loup, son garde du corps, afin de retrouver son père parti travailler à plus de 3 000 km de chez eux. Situé à l'époque de la Grande Dépression, le film renvoie, à travers Natty Gann, au personnage du hobo, devenu une figure mythique de l'imaginaire américain. 

## Synopsis
Natty Gann, âgée de 12 ans, est une fille à qui la solitude pèse et dont le père qui l'élève seul part pour trouver du travail dans l'État de Washington la laissant seule à Chicago. Natty parvient à échapper à la surveillance de la femme désignée et payée par son père pour l'héberger dans une chambre de son hôtel et saute dans un train de marchandises.
Elle rencontre un loup qui a été enrôlé dans des combats de chiens qu'elle aide à s'échapper. Elle se lie d'amitié avec lui et réciproquement et il va la suivre dans son voyage. Elle poursuit alors son chemin dans un autre train de marchandises, et est présumée morte dans un accident de train quand son portefeuille est retrouvé sur la voie ferrée de l'État du Colorado. C'est également après l'accident de train qu'elle s'aperçoit être suivie par le loup. Ils s'entraident pour le mieux dans un cadre naturel forestier. Natty enchaîne aventures et mésaventures de ferme en poste de police, et de maison de redressement en wagon de marchandises.

## Fiche technique
- Titre original : The Journey of Natty Gann
- Titre français : Natty Gann
- Réalisation : Jeremy Kagan
- Scénario : Jeanne Rosenberg
- Direction artistique : Michael S. Bolton
- Décors : Jim Erickson
- Costumes : Albert Wolsky
- Photographie : Dick Bush
- Son : Ralph Parker
- Montage : David Holden et Steven Rosenblum
- Musique : James Horner
- Production : Mike Lobell
  - Coproducteur : Les Kimber
  - Producteur associé : Jeanne Rosenberg
- Sociétés de production : Walt Disney Pictures, Silver Screen Partners II
- Société de distribution : Buena Vista Distribution Company
- Pays de production :  États-Unis
- Langue originale : anglais
- Format : Noir et blanc / Couleurs (Technicolor) - 35 mm - 2,35:1 - Son : Dolby Stéréo
- Genre : Aventure
- Durée : 101 minutes

### Dates de sortie
Sauf mention contraire, les informations suivantes sont issues de l'Internet Movie Database.
- Canada : 8 septembre 1985[1]
- États-Unis : 27 septembre 1985
- France : 5 février 1986
- Royaume-Uni : 7 février 1986

## Distribution
- Meredith Salenger (VF : Séverine Morisot) : Natty Gann
- John Cusack (VF : William Coryn) : Harry
- Ray Wise (VF : Bernard Tiphaine) : Sol Gann
- Lainie Kazan (VF : Perette Pradier) : Connie
- Scatman Crothers (VF : Robert Liensol) : Sherman
- Verna Bloom (VF : Amélie Morin) : la fermière
- Barry Miller (VF : Luq Hamet) : Parker
- Bruce M. Fischer (en) : Charlie Linfield
- John P. Finnegan (en) (VF : Sady Rebbot) : le patron de l'exploitation de bois
- Garry Chalk : Chicago Worker
- Matthew Faison : Buzz
- Jordan Pratt (VF : Odile Schmitt) : Frankie
- Zachary Ansley (en) : Louie
- Jack Rader : le recruteur
- Clint Rowe : Bullwhip
- Grant Heslov : membre du gang Parker
- Ian Tracey : membre du gang Parker
- Gabrielle Rose : Exercise Matron
- Don S. Davis : Railroad Brakeman
- Jed (en) : le loup

## Distinctions

### Récompenses
- 1986 : Young Artist Award du meilleur espoir féminin pour Meredith Salenger.

### Nominations
- 1986 : nommé à l'Oscar de la meilleure création de costumes pour Albert Wolsky
- 1986 : nommé au Young Artist Award pour le meilleur film dramatique familial.

## Autour du film
- Paul Sylbert, créateur des décors, a dû recréer une rue complète de Chicago à l'époque, la bourgade de Hooverille comprenant 60 baraques en bois et le camp de bucherons authentique[2].
- L'acteur Ray Wise, jouant le père de Natty Gann a dû apprendre à manier la hache[2].